# Acona
 Acona (Eugenia greggii) é uma planta pertencente à família das Mirtáceas, que produz frutos comestíveis bastante aromáticos.